# Théâtre national et Salle de concert nationale
Pour les articles homonymes, voir Théâtre national et Salle de concert nationale.
Le Théâtre national (chinois : 國家戲劇院 ; pinyin : Guójiā Xìjù Yuàn ; pe̍h-ōe-jī : Kok-ka Hì-kio̍k-īⁿ) et la Salle de concert nationale (chinois : 國家音樂廳 ; pinyin : Guójiā Yīnyuè Tīng ; pe̍h-ōe-jī : Kok-ka Im-ga̍k-thiaⁿ), ou ensemble le Théâtre national et Salle de concert nationale (NTCH, de l'anglais National Theatre and Concert Hall ; chinois : 國家兩廳院), sont des salles de spectacle jumelles situées sur la place de la Liberté dans le district de Zhongzheng, à Taipei, capitale de Taiwan. Achevés en 1987, les monuments se dressent sur les côtés sud et nord de la place, avec le mémorial de Tchang Kaï-chek à l'est.
La place elle-même se trouve près du boulevard Ketagalan, où se trouvent le Palais présidentiel, la Bibliothèque nationale centrale, le Musée national de Taïwan et le parc du Mémorial de la Paix 228.

## Histoire
Le Théâtre national et la Salle de concert nationale sont deux des premières grandes installations modernes d'arts du spectacle à avoir été créées en Asie. À la mort de Tchang Kaï-chek en 1975, le gouvernement du Kuomintang autorisa la construction d'un monument et d'installations culturelles sur le terrain d'une place commémorative. Le projet a coûté 7,4 milliards de Nouveaux dollars de Taïwan. 
Yang Cho-cheng et Architects and Engineers Associates étaient responsables de la conception globale. Les bâtiments, bien que modernes dans leur fonction et leur objectif, rappellent les éléments traditionnels de l'architecture des palais chinois. La société allemande G+H et Philips, basée aux Pays-Bas, ont joué un rôle majeur dans la conception des installations intérieures, de l'éclairage de la scène et de l'acoustique. Les questions de génie civil ont été traitées par Ret-Ser Engineering Agency (zh) et le Conseil des anciens combattants. Six directeurs ont supervisé le projet depuis les séances de planification initiales jusqu'à l'achèvement final : Jou Tsuo-Min, Chang Chih-liang, Liu Feng-shueh, Hu Yao-heng, Li Yen et Chu Tzung-ching. Les structures ont été achevées le 20 septembre 1987 et ont officiellement ouvert leurs portes le mois suivant en tant que lieux du « Centre culturel national Tchang Kaï-chek ». Le vice-président Lee Teng-hui et le premier ministre Yu Kuo-hwa ont présidé les cérémonies d'ouverture des deux bâtiments le 31 octobre 1987. 
Le Mouvement Lys sauvages des Étudiants (en) sur la place de la Liberté en 1990 a lancé la société taïwanaise dans une transition rapide mais pacifique d’un régime autoritaire à parti unique vers une démocratie pluraliste. En 1999, le ministère de l'Éducation, sous l'administration de Lee Teng-hui, premier président élu de Taïwan, a fusionné les organes directeurs du Théâtre national et de la Salle de concert nationale avec ceux de l'Orchestre symphonique national, de l'Orchestre national chinois et du Chœur national. En 2004, cette organisation plus vaste est devenue un organisme exécutif autonome, le Centre culturel national CKS, dirigé par un directeur artistique rendant compte à un conseil d'administration.

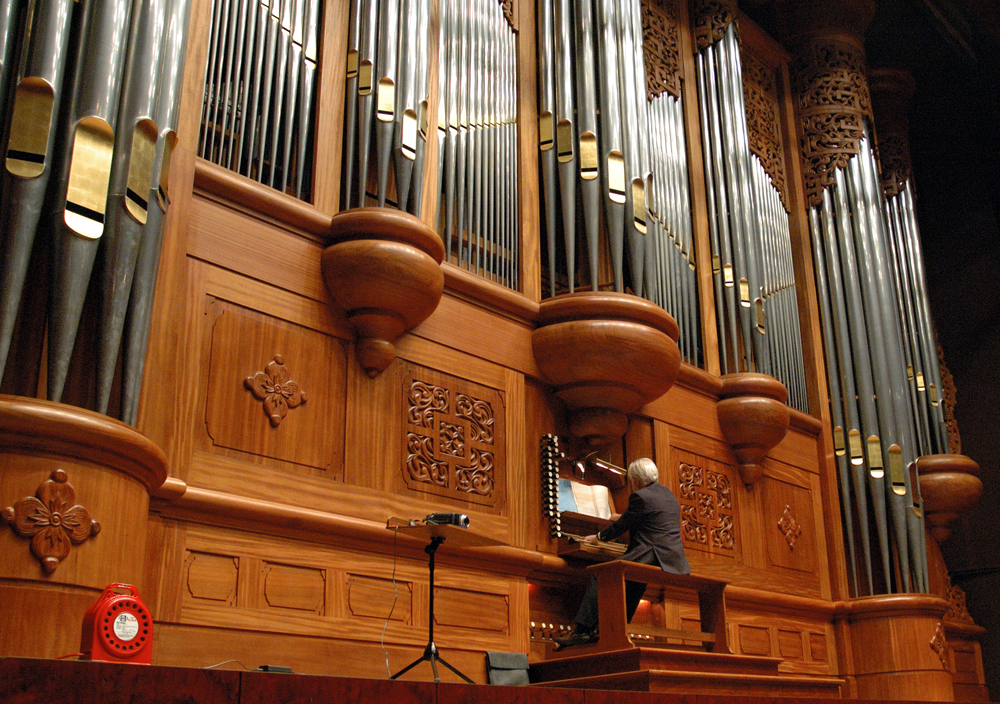
L'orgue de la Salle de concert nationale de Taïwan était le plus grand d'Asie lors de son installation en 1987.

Chaque structure peut accueillir au moins deux événements simultanément. Le Théâtre national abrite un théâtre expérimental plus petit et la Salle de concert nationale abrite une salle de récital plus intime. Des spectacles en plein air peuvent être organisés simultanément sur la place. L'orgue de Flentrop Orgelbouw de la Salle de concert nationale était le plus grand orgue d'Asie au moment de son installation en 1987. Les deux structures abritent des galeries d'art, des bibliothèques, des boutiques et des restaurants. Le Théâtre national abrite une bibliothèque des arts du spectacle et des bureaux de publication pour la Revue des arts du spectacle de Taïwan.
Le Théâtre national et la Salle de concert nationale, comme tous les lieux de spectacle vivant dans les capitales, jouent un rôle diplomatique et artistique. Parmi les invités figurent régulièrement des dirigeants élus de haut rang à Taiwan ainsi que des artistes et dignitaires internationaux. Au fil des ans, les visiteurs ont inclus Margaret Thatcher du Royaume-Uni, Mikhaïl Gorbatchev de l'URSS, Lee Kuan Yew de Singapour, Rafael Calderón Muñoz du Costa Rica et l'ancienne première dame des États-Unis d'Amérique Betty Ford.

## Vie artistique

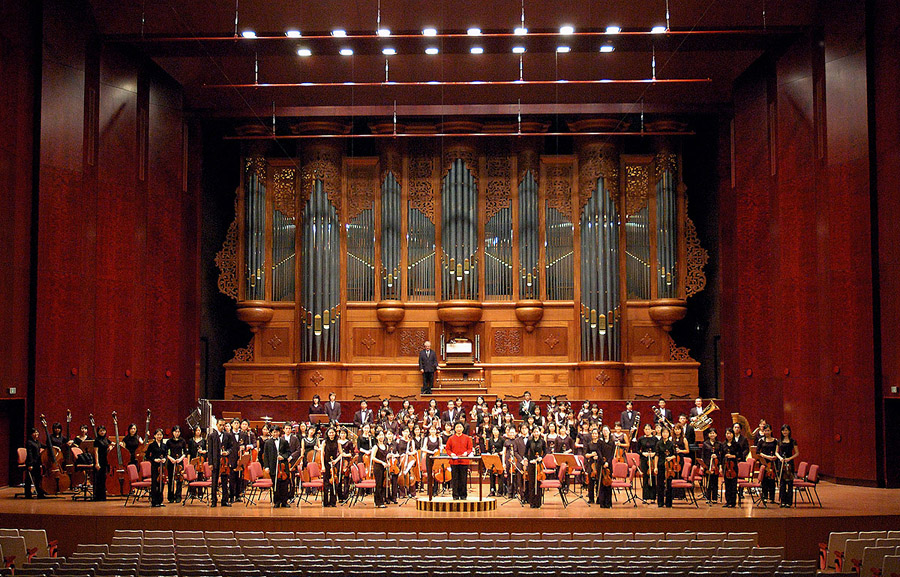
Apo Hsu et l'Orchestre symphonique du NTCH sur scène de la Salle de concert nationale.

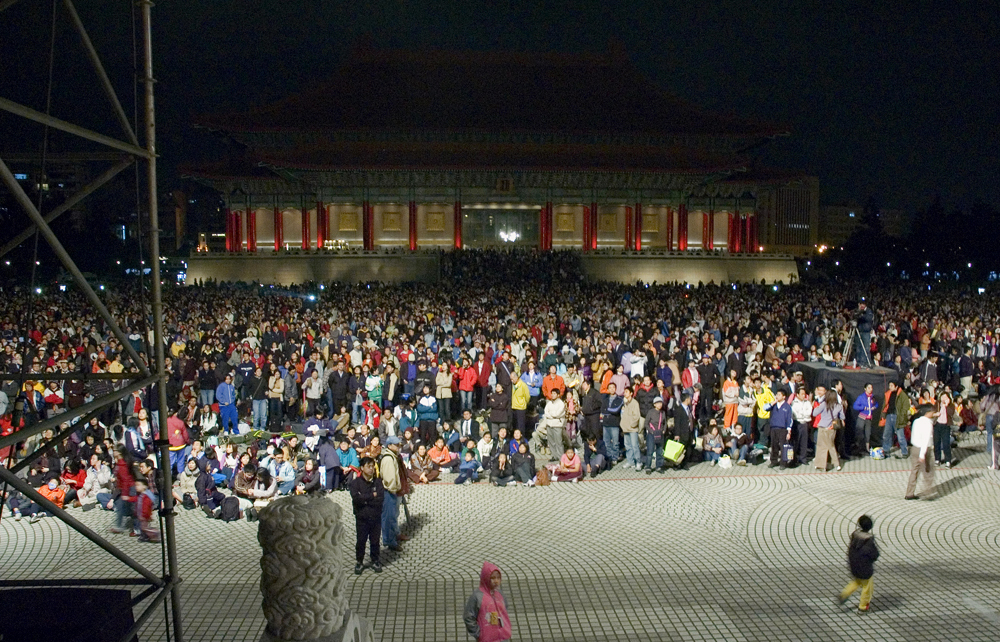
Des milliers de personnes se sont rassemblées sur la place de la Liberté en 2005 pour une représentation de Sir Simon Rattle et de l'orchestre philharmonique de Berlin à la Salle de concert nationale.

Le Théâtre national et la Salle de concert nationale accueillent chaque année un flux constant d'événements présentés par des artistes locaux et internationaux.
Parmi les artistes qui se sont produits au Théâtre national, on compte le Cloud Gate Dance Theater, le Kirov Ballet, la Suzuki Company of Toga et son directeur Tadashi Suzuki, l'Opéra taïwanais Yang Li-hua, la troupe de théâtre Ming Hwa Yuan, la troupe d'opéra Fei Ma Yu et Pili Heroes, l'interprète de kabuki Bandō Tamasaburō V, le metteur en scène Bob Wilson et les danseurs Martha Graham, Merce Cunningham, Rudolf Noureev, Pina Bausch, Trisha Brown, Liu Feng-hsueh, Lin Hwai-min, Lo Man-fei, Yu Hao-yen et Liu Shao-lu,.
Parmi les artistes internationaux qui se sont produit à la Salle de concert nationale, on compte les compositeurs Philip Glass, Samuel Adler et Fredrick Ernest, les sopranos Jessye Norman, Barbara Hendricks et Mirella Freni, les ténors Plácido Domingo, José Carreras et Luciano Pavarotti, le baryton Bryn Terfel, les violonistes Pinchas Zukerman, Hilary Hahn et Akiko Suwanai, les violoncellistes Mstislav Rostropovitch et Yo-Yo Ma, les pianistes Pi-hsien Chen, Nobuyuki Tsujii, Ruth Slenczynska, Tatiana Nikolaïeva, Fu Cong et Vladimir Ashkenazy, les chefs d'orchestre Simon Rattle, Günther Herbig, Mei-Ann Chen, Sergiu Celibidache, Michael Tilson Thomas, Apo Hsu, Helmuth Rilling et Lorin Maazel.
L'organiste virtuose américain John Walker s'est produit fréquemment à la Salle de concert nationale, à partir de 1992. Depuis lors, il a joué en tant que soliste et avec divers orchestres, dont l'Orchestre symphonique national de Taïwan.
Les ensembles s'étant produit à la Salle nationale comprennent le quatuor Juilliard, l'orchestre royal du Concertgebouw d'Amsterdam, l'orchestre philharmonique de Vienne, l'orchestre philharmonique tchèque, l'orchestre philharmonique de Berlin, l'orchestre philharmonique de Munich, l'orchestre symphonique de la Radiodiffusion bavaroise, l'orchestre symphonique de San Francisco, l'orchestre symphonique de Shanghai et les Petits Chanteurs de Vienne. Les concerts des orchestres invités sont souvent diffusés devant des foules de milliers de personnes qui remplissent la place. Les ensembles professionnels taïwanais qui se produisent régulièrement dans la salle comprennent l'Orchestre symphonique national, l'Orchestre symphonique de Taipei, l'Orchestre symphonique national de Taiwan, l'Orchestre symphonique Evergreen, l'Orchestre chinois de Taipei, le Chœur national de Taiwan, les Formosa Singers et l'Orchestre philharmonique et le Chœur de Taipei.
Les styles et traditions artistiques du monde entier sont représentés dans les événements organisés dans les salles, notamment le théâtre kabuki, le théâtre shakespearien, l'opéra et le théâtre de marionnettes taïwanais, lopéra de Verdi, la danse africaine, l'opéra de Pékin, les spectacles de Broadway, le théâtre musical wagnérien, le jazz américain, l'opéra comique parisien et la danse latine. Les deux lieux accueillent une variété de festivals et d'événements spéciaux, notamment le Festival international des arts de Taipei, une série de festivals internationaux des arts (« Call Out in Ecstasy », « Poetic Essays with Lively Meanings »), le British Theatre Festival, le Chinese Drama Festival et le Taipei Film Festival. Les bâtiments servent régulièrement de toile de fond à des événements en plein air sur la place de la Liberté, notamment aux visites à Taïwan de dirigeants étrangers et au festival annuel des lanternes de Taipei. 
Le festival Classic 20 a commémoré en 2007-2008 le vingtième anniversaire des salles. La saison des festivals a été marquée par les visites de Tadashi Suzuki, Philip Glass, Bob Wilson, l'Orchestre symphonique de la Radiodiffusion bavaroise et le Deutsche Oper am Rhein ainsi que le Cloud Gate Dance Theater, l'Opéra taïwanais Yang Li-hua, le Théâtre-Atelier de Performance et la Nouvelle compagnie de danse classique. 